# Rocher géant de Jaani-Tooma
Le rocher géant de Jaani-Tooma, en estonien Jaani-Tooma suurkivi, est le vingtième plus gros rocher d'Estonie. Il s'agit d'un bloc erratique de granite rapakivi. Il est situé dans le village de Kasispea de la paroisse de Kuusalu.

## Dimensions
- circonférence: 27,6 m
- largeur: 11,8 m
- profondeur: 8,6 m
- hauteur: 7,6 m
- volume: 274 m3